# Украинские футбольные клубы в еврокубках (2000—2010)
Украинские футбольные клубы в еврокубках (2000—2010) — результаты матчей украинских футбольных команд в европейских клубных турнирах проводившихся под эгидой УЕФА в 2000—2010 годах. На тот момент — это Лига чемпионов УЕФА, Кубок УЕФА (с сезона 2008/2009 Лига Европы УЕФА), Суперкубок УЕФА и Кубок Интертото УЕФА (до сезона 2008/2009).

## Таблица коэффициентов УЕФА украинских клубов в 2000—2010
| Футбольный клуб               | 2000/01 | 2001/02 | 2002/03 | 2003/04 | 2004/05 | 2005/06 | 2006/07 | 2007/08 | 2008/09 | 2009/10 |
| ----------------------------- | ------- | ------- | ------- | ------- | ------- | ------- | ------- | ------- | ------- | ------- |
| «Шахтёр» Донецк               | 9       | 3       | 3       | 2,5     | 13,5    | 11,5    | 14      | 10      | 28      | 13      |
| «Динамо» Киев                 | 5       | 5,5     | 10,5    | 8       | 12      | 0,5     | 8,5     | 5       | 22,5    | 8       |
| «Днепр» Днепропетровск        |         | 1       |         | 8       | 10,5    | 7       |         | 3,5     | 1       |         |
| «Металлист» Харьков           |         |         |         |         |         |         |         | 1       | 15      | 2,5     |
| «Металлург» Донецк            |         |         | 1       | 1       | 2       | 4       |         |         |         | 4,5     |
| «Металлург» Запорожье         |         |         | 2,5     |         |         |         | 2,5     |         |         |         |
| «Арсенал» Киев                |         | 5       |         |         |         |         |         |         |         |         |
| «Ворскла» Полтава             | 2       |         |         |         |         |         |         |         |         | 1       |
| «Мариуполь»                   |         |         |         |         | 2,5     |         |         |         |         |         |
| «Черноморец» Одесса           |         |         |         |         |         |         | 1       |         |         |         |
| «Кривбасс» Кривой Рог         | 0       |         |         |         |         |         |         |         |         |         |
| Количество очков              | 16      | 14,5    | 17      | 19,5    | 40,5    | 23      | 26      | 19,5    | 66,5    | 29      |
| Место в таблице коэффициентов | 15      | 12      | 13      | 13      | 14      | 14      | 15      | 13      | 11      | 12      |
| Коэффициент сезона            | 4,000   | 3,625   | 4,250   | 4,875   | 8,100   | 5,750   | 6,500   | 4,875   | 16,625  | 5,800   |

## Сезон 2000/2001
- «Динамо» Киев (чемпион Украины сезона 1999-00 гг.)
  - 3-й квалификационный раунд Лиги чемпионов УЕФА
    - 09.08.2000 «Динамо» (Киев) — «Црвена Звезда» (Белград, Югославия) 0:0
    - 23.08.2000 «Црвена Звезда» (Белград, Югославия) — «Динамо» (Киев) 1:1 (Бошкович 22 — Белькевич 33)

  - 1-й групповой этап Лиги чемпионов УЕФА. Группа «G»
    - 13.09.2000 ПСВ (Эйндховен, Нидерланды) — «Динамо» (Киев) 2:1 (Люсиюс 39, Брюггинк 53 — Шацких 6)
    - 19.09.2000 «Динамо» (Киев) — «Манчестер Юнайтед» (Стретфорд, Англия) 0:0
    - 26.09.2000 «Динамо» (Киев) — «Андерлехт» (Андерлехт, Бельгия) 4:0 (Гусин 52, Шацких 82, Деметрадзе 89, 90)
    - 18.10.2000 «Андерлехт» (Андерлехт, Бельгия) — «Динамо» (Киев) 4:2 (Ващук 10-авт., Радзиньский 38, 41, Стойка 45 — Каладзе 1, Белькевич 87)
    - 24.10.2000 «Динамо» (Киев) — ПСВ (Эйндховен, Нидерланды) 0:1 (Ойер 45)
    - 08.11.2000 «Манчестер Юнайтед» (Стретфорд, Англия) — «Динамо» (Киев) 1:0 (Шерингем 18)

- «Шахтёр» Донецк (2-е место в чемпионате Украины сезона 1999-00 гг.)
  - 2-й квалификационный раунд Лиги чемпионов УЕФА
    - 26.07.2000 «Шахтёр» (Донецк) — «Левадия Маарду» (Таллин, Эстония) 4:1 (Ателькин 4, 16, 57, Белик 71 — Рычков 80)
    - 02.08.2000 «Левадия Маарду» (Таллин, Эстония) — «Шахтёр» (Донецк) 1:5 (Брагин 48 — Воробей 26, 31, 79-пен., Ателькин 89, Зубов 90)

  - 3-й квалификационный раунд Лиги чемпионов УЕФА
    - 09.08.2000 «Шахтёр» (Донецк) — «Славия» (Прага, Чехия) 0:1 (Улих 89)
    - 22.08.2000 «Славия» (Прага, Чехия) — «Шахтёр» (Донецк) 0:2 д.в. (Воробей 90+1, Ателькин 97)

  - 1-й групповой этап Лиги чемпионов УЕФА. Группа «B»
    - 12.09.2000 «Шахтёр» (Донецк) — «Лацио» (Рим, Италия) 0:3 (Лопес 27, Недвед 70, Индзаги 78)
    - 20.09.2000 «Арсенал» (Лондон, Англия) — «Шахтёр» (Донецк) 3:2 (Вильтор 45+1, Киоун 85, 90 — Бахарев 26, Воробей 29). На 45+1-й минуте Анри («Арсенал») не реализовал пенальти.
    - 27.09.2000 «Спарта» (Прага, Чехия) — «Шахтёр» (Донецк) 3:2 (Росицкий 54, Горняк 73, Ярошик 82 — Зубов 56, Горняк 83-авт.)
    - 17.10.2000 «Шахтёр» (Донецк) — «Спарта» (Прага, Чехия) 2:1 (Глевецкас 35, Зубов 87-пен. — Ярошик 16). На 19-й минуте Воробей («Шахтёр») не реализовал пенальти.
    - 25.10.2000 «Лацио» (Рим, Италия) — «Шахтёр» (Донецк) 5:1 (Лопес 48, 68, 90+3, Фавалли 54, Верон 57 — Воробей 41)
    - 07.11.2000 «Шахтёр» (Донецк) — «Арсенал» (Лондон, Англия) 3:0 (Ателькин 34, Воробей 57, Белик 66)

  - 3-й раунд Кубка УЕФА
    - 23.11.2000 «Шахтёр» (Донецк) — «Сельта» (Виго, Испания) 0:0
    - 07.12.2000 «Сельта» (Виго, Испания) — «Шахтёр» (Донецк) 1:0 (Катанья 28)

- «Кривбасс» Кривой Рог (3-е место в чемпионате Украины сезона 1999-00 гг.)
  - 1-й раунд Кубка УЕФА
    - 14.09.2000 «Кривбасс» (Кривой Рог) — «Нант» (Нант, Франция) 0:1 (Зиани 81)
    - 28.09.2000 «Нант» (Нант, Франция) — «Кривбасс» (Кривой Рог) 5:0 (Молдован 8, 34, 55, Да Роша 35, Жилле 66)

- «Ворскла» Полтава (4-е место в чемпионате Украины сезона 1999-00 гг.)
  - Квалификационный раунд Кубка УЕФА
    - 10.08.2000 «Ворскла» (Полтава) — «Работнички» (Скопье, Македония) 2:0 (Кобзарь 34, Мелащенко 65)
    - 24.08.2000 «Работнички» (Скопье, Македония) — «Ворскла» (Полтава) 0:2 (Мелащенко 9, Кобзарь 47)

  - 1-й раунд Кубка УЕФА
    - 14.09.2000 «Ворскла» (Полтава) — «Боавишта» (Порту, Португалия) 1:2 (Мелащенко 38 — Жорже Коуту 50, Веллитон Аугусту 89)
    - 28.09.2000 «Боавишта» (Порту, Португалия) — «Ворскла» (Полтава) 2:1 (Санчес 28, Рожериу 38-пен. — Онопко 47)

## Сезон 2001/2002
- «Динамо» Киев (чемпион Украины сезона 2000-01 гг.)
  - 3-й квалификационный раунд Лиги чемпионов УЕФА
    - 08.08.2001 «Стяуа» (Бухарест, Румыния) — «Динамо» (Киев) 2:4 (Трикэ 29, 52 — Белькевич 9-пен., 26, Идахор 43, Мелащенко 63)
    - 21.08.2001 «Динамо» (Киев) — «Стяуа» (Бухарест, Румыния) 1:1 (Мелащенко 46 — Няга 30)

  - 1-й групповой этап Лиги чемпионов УЕФА. Группа «B»
    - 11.09.2001 «Динамо» (Киев) — «Боруссия» (Дортмунд, Германия) 2:2 (Мелащенко 15, Идахор 45+1 — Коллер 56, Аморозу 74)
    - 19.09.2001 «Боавишта» (Порту, Португалия) — «Динамо» (Киев) 3:1 (Санчес 4, Силва 11, Дуда 30 — Гьоане 5)
    - 26.09.2001 «Ливерпуль» (Ливерпуль, Англия) — «Динамо» (Киев) 1:0 (Литманен 23)
    - 16.10.2001 «Динамо» (Киев) — «Ливерпуль» (Ливерпуль, Англия) 1:2 (Гьоане 59 — Мерфи 43, Джеррард 67)
    - 24.10.2001 «Боруссия» (Дортмунд, Германия) — «Динамо» (Киев) 1:0 (Росицкий 34)
    - 30.10.2001 «Динамо» (Киев) — «Боавишта» (Порту, Португалия) 1:0 (Мелащенко 49)

- «Шахтёр» Донецк (2-е место в чемпионате Украины сезона 2000-01 гг.)
  - 2-й квалификационный раунд Лиги чемпионов УЕФА
    - 25.07.2001 «Шахтёр» (Донецк) — «Лугано» (Лугано, Швейцария) 3:0 (Бахарев 21, Тимощук 57, Воробей 65)
    - 31.07.2001 «Лугано» (Лугано, Швейцария) — «Шахтёр» (Донецк) 2:1 (Гаспоз 53, Росси 66 — Агахова 13)

  - 3-й квалификационный раунд Лиги чемпионов УЕФА
    - 07.08.2001 «Шахтёр» (Донецк) — «Боруссия» (Дортмунд, Германия) 0:2 (Риккен 35, Олисе 73)
    - 22.08.2001 «Боруссия» (Дортмунд, Германия) — «Шахтёр» (Донецк) 3:1 (Коллер 50, 68, Аморозу 64 — Агахова 7)

  - 1-й раунд Кубка УЕФА
    - 20.09.2001 ЦСКА (София, Болгария) — «Шахтёр» (Донецк) 3:0 (Манчев 24, 78, Пенев 41)
    - 27.09.2001 «Шахтёр» (Донецк) — ЦСКА (София, Болгария) 2:1 (Зубов 32, Воробей 52 — Деянов 90)

- «Днепр» Днепропетровск (3-е место в чемпионате Украины сезона 2000-01 гг.)
  - 1-й раунд Кубка УЕФА
    - 20.09.2001 «Днепр» (Днепропетровск) — «Фиорентина» (Флоренция, Италия) 0:0
    - 27.09.2001 «Фиорентина» (Флоренция, Италия) — «Днепр» (Днепропетровск) 2:1 (Адани 75, Кьеза 76 — Слабышев 88)

- ЦСКА Киев (финалист Кубка Украины сезона 2000-01 гг.)
  - Квалификационный раунд Кубка УЕФА
    - 09.08.2001 ЦСКА (Киев) — «Йокерит» (Хельсинки, Финляндия) 2:0 (Костышин 23, Мальцев 49)
    - 23.08.2001 «Йокерит» (Хельсинки, Финляндия) — ЦСКА (Киев) 0:2 (Закарлюка 57, Косырин 82)

  - 1-й раунд Кубка УЕФА
    - 20.09.2001 ЦСКА (Киев) — «Црвена Звезда» (Белград, Югославия) 3:2 (Ткаченко 45, Костышин 49, Закарлюка 66 — Пьянович 35, Ачимович 68-пен.)
    - 27.09.2001 «Црвена Звезда» (Белград, Югославия) — ЦСКА (Киев) 0:0

  - 2-й раунд Кубка УЕФА
    - 18.10.2001 ЦСКА (Киев) — «Брюгге» (Брюгге, Бельгия) 0:2 (Верхейен 33, 47)
    - 01.11.2001 «Брюгге» (Брюгге, Бельгия) — ЦСКА (Киев) 5:0 (Мартенс 4, 73, 90, Верхейен 7, Мендоса 42)

- «Таврия» Симферополь (7-е место в чемпионате Украины сезона 2000-01 гг.)
  - 2-й раунд Кубка Интертото УЕФА
    - 01.07.2001 «Спартак» (Варна, Болгария) — «Таврия» (Симферополь) 0:3 (техническое поражение)[12][13]
    - 08.07.2001 «Таврия» (Симферополь) — «Спартак» (Варна, Болгария) 2:2 (Гигиадзе 21, Хоменко 45 — Станчев 26, Адекунле 83)

  - 3-й раунд Кубка Интертото УЕФА
    - 15.07.2001 «Таврия» (Симферополь) — «Пари Сен-Жермен» (Париж, Франция) 0:1 (Хайнце 52)
    - 21.07.2001 «Пари Сен-Жермен» (Париж, Франция) — «Таврия» (Симферополь) 4:0 (Окоча 4, Алоизиу Шулапа 10, 70, Бенарбия 62)[14]

## Сезон 2002/2003
- «Шахтёр» Донецк (чемпион Украины сезона 2001-02 гг.)
  - 3-й квалификационный раунд Лиги чемпионов УЕФА
    - 14.08.2002 «Шахтёр» (Донецк) — «Брюгге» (Брюгге, Бельгия) 1:1 (Агахова 47 — Симонс 86-пен.)
    - 28.08.2002 «Брюгге» (Брюгге, Бельгия) — «Шахтёр» (Донецк) 1:1 (Чех 75 — Воробей 13). Серия пенальти — 4:1[15]

  - 1-й раунд Кубка УЕФА
    - 17.09.2002 «Аустрия» (Вена, Австрия) — «Шахтёр» (Донецк) 5:1 (Яночко 33, 35, Джалминья 44-пен., Хельстад 85, 87 — Белик 16)
    - 01.10.2002 «Шахтёр» (Донецк) — «Аустрия» (Вена, Австрия) 1:0 (Левандовский 78)

- «Динамо» Киев (2-е место в чемпионате Украины сезона 2001-02 гг.)
  - 2-й квалификационный раунд Лиги чемпионов УЕФА
    - 31.07.2002 «Динамо» (Киев) — «Пюник» (Ереван, Армения) 4:0 (Чернат 15, Шацких 65, Леандру Машаду 84, Боднар 90+3)
    - 07.08.2002 «Пюник» (Ереван, Армения) — «Динамо» (Киев) 2:2 (Карамян 31, Карамян 57 — Шацких 8, Мелащенко 28)

  - 3-й квалификационный раунд Лиги чемпионов УЕФА
    - 14.08.2002 «Левски» (София, Болгария) — «Динамо» (Киев) 0:1 (Чернат 60)
    - 28.08.2002 «Динамо» (Киев) — «Левски» (София, Болгария) 1:0 (Чернат 42). На 69-й минуте Чиликов («Левски») не реализовал пенальти.

  - 1-й групповой этап Лиги чемпионов УЕФА. Группа «E»
    - 18.09.2002 «Динамо» (Киев) — «Ньюкасл Юнайтед» (Ньюкасл-апон-Тайн, Англия) 2:0 (Шацких 17, Хацкевич 62)
    - 24.09.2002 «Ювентус» (Турин, Италия) — «Динамо» (Киев) 5:0 (Ди Вайо 14, 52, Дель Пьеро 22, Давидс 67, Недвед 79)
    - 01.10.2002 «Фейеноорд» (Роттердам, Нидерланды) — «Динамо» (Киев) 0:0
    - 23.10.2002 «Динамо» (Киев) — «Фейеноорд» (Роттердам, Нидерланды) 2:0 (Хацкевич 16, Белькевич 47)
    - 29.10.2002 «Ньюкасл Юнайтед» (Ньюкасл-апон-Тайн, Англия) — «Динамо» (Киев) 2:1 (Спид 58, Ширер 69-пен. — Шацких 47)
    - 13.11.2002 «Динамо» (Киев) — «Ювентус» (Турин, Италия) 1:2 (Шацких 50 — Салас 53, Салайета 61)

  - 3-й раунд Кубка УЕФА
    - 28.11.2002 «Бешикташ» (Стамбул, Турция) — «Динамо» (Киев) 3:1 (Панку 30, Роналду Гиару 71, Нума 82 — Диогу Ринкон 29)
    - 12.12.2002 «Динамо» (Киев) — «Бешикташ» (Стамбул, Турция) 0:0

- «Металлург» Донецк (3-е место в чемпионате Украины сезона 2001-02 гг.)
  - 1-й раунд Кубка УЕФА
    - 19.09.2002 «Металлург» (Донецк) — «Вердер» (Бремен, Германия) 2:2 (Чутанг 39, 51 — Листеш 11, Верлат 13)
    - 03.10.2002 «Вердер» (Бремен, Германия) — «Металлург» (Донецк) 8:0 (Верлат 14, Мику 43, 46, Боровски 45+1, 78, Харистеас 51, Класнич 66, 90+3)

- «Металлург» Запорожье (4-е место в чемпионате Украины сезона 2001-02 гг.)
  - Квалификационный раунд Кубка УЕФА
    - 15.08.2002 «Металлург» (Запорожье) — «Биркиркара» (Биркиркара, Мальта) 3:0 (Акопян 17, Илиев 58, Брджянин 68)[16]
    - 29.08.2002 «Биркиркара» (Биркиркара, Мальта) — «Металлург» (Запорожье) 0:0[17]

  - 1-й раунд Кубка УЕФА
    - 19.09.2002 «Лидс Юнайтед» (Лидс, Англия) — «Металлург» (Запорожье) 1:0 (Смит 80)
    - 03.10.2002 «Металлург» (Запорожье) — «Лидс Юнайтед» (Лидс, Англия) 1:1 (Модебадзе 24 — Бармби 77)[16]

## Сезон 2003/2004
С этого сезона УЕФА заменил 2-й групповой этап в Лиге чемпионов УЕФА на стадию 1/8 финала.
- «Динамо» Киев (чемпион Украины сезона 2002-03 гг.)
  - 3-й квалификационный раунд Лиги чемпионов УЕФА
    - 12.08.2003 «Динамо» (Киев) — «Динамо» (Загреб, Хорватия) 3:1 (Фёдоров 32, Леко 39, Гусев 82 — Краньчар 42)
    - 27.08.2003 «Динамо» (Загреб, Хорватия) — «Динамо» (Киев) 0:2 (Шацких 47, Диогу Ринкон 70)

  - Групповой этап Лиги чемпионов УЕФА. Группа «B»
    - 17.09.2003 «Динамо» (Киев) — «Локомотив» (Москва, Россия) 2:0 (Диогу Ринкон 83, 90+1)
    - 30.09.2003 «Интернационале» (Милан, Италия) — «Динамо» (Киев) 2:1 (Адани 23, Вьери 90+1 — Фёдоров 34)
    - 21.10.2003 «Динамо» (Киев) — «Арсенал» (Лондон, Англия) 2:1 (Шацких 27, Белькевич 64 — Анри 80)
    - 05.11.2003 «Арсенал» (Лондон, Англия) — «Динамо» (Киев) 1:0 (Коул 88)
    - 25.11.2003 «Локомотив» (Москва, Россия) — «Динамо» (Киев) 3:2 (Бузникин 28, Игнашевич 45-пен., Паркс 89 — Белькевич 37, Шацких 65)
    - 10.12.2003 «Динамо» (Киев) — «Интернационале» (Милан, Италия) 1:1 (Диогу Ринкон 85 — Адани 68)

- «Шахтёр» Донецк (2-е место в чемпионате Украины сезона 2002-03 гг.)
  - 2-й квалификационный раунд Лиги чемпионов УЕФА
    - 30.07.2003 «Шериф» (Тирасполь, Молдавия) — «Шахтёр» (Донецк) 0:0
    - 06.08.2003 «Шахтёр» (Донецк) — «Шериф» (Тирасполь, Молдавия) 2:0 (Вукич 60, Брандан 89)

  - 3-й квалификационный раунд Лиги чемпионов УЕФА
    - 13.08.2003 «Шахтёр» (Донецк) — «Локомотив» (Москва, Россия) 1:0 (Вукич 56-пен.)
    - 27.08.2003 «Локомотив» (Москва, Россия) — «Шахтёр» (Донецк) 3:1 (Ашветия 20, 45+2 , Игнашевич 86-пен. — Левандовский 71)

  - 1-й раунд Кубка УЕФА
    - 24.09.2003 «Динамо» (Бухарест, Румыния) — «Шахтёр» (Донецк) 2:0 (Никулеску 87, Зику 88)
    - 15.10.2003 «Шахтёр» (Донецк) — «Динамо» (Бухарест, Румыния) 2:3 (Агахова 18, 45+1 — Никулеску 30, Марика 75, Дэнчулеску 87)

- «Металлург» Донецк (3-е место в чемпионате Украины сезона 2002-03 гг.)
  - 1-й раунд Кубка УЕФА
    - 24.09.2003 «Металлург» (Донецк) — «Парма» (Парма, Италия) 1:1 (Шищенко 44 — Адриану 67)
    - 15.10.2003 «Парма» (Парма, Италия) — «Металлург» (Донецк) 3:0 (Джилардино 44, 46, Маркьонни 73)

- «Днепр» Днепропетровск (4-е место в чемпионате Украины сезона 2002-03 гг.)
  - Квалификационный раунд Кубка УЕФА
    - 14.08.2003 «Вадуц» (Вадуц, Лихтенштейн) — «Днепр» (Днепропетровск) 0:1 (Рыкун 88)
    - 28.08.2003 «Днепр» (Днепропетровск) — «Вадуц» (Вадуц, Лихтенштейн) 1:0 (Рыкун 75). На 80-й минуте Шелаев («Днепр») не реализовал пенальти.

  - 1-й раунд Кубка УЕФА
    - 25.09.2003 «Гамбург» (Гамбург, Германия) — «Днепр» (Днепропетровск) 2:1 (Хогма 49-пен., Ромео 81 — Венглинский 10)
    - 15.10.2003 «Днепр» (Днепропетровск) — «Гамбург» (Гамбург, Германия) 3:0 (Михайленко 5, Рыкун 68, Венглинский 79)

  - 2-й раунд Кубка УЕФА
    - 06.11.2003 «Динамо» (Загреб, Хорватия) — «Днепр» (Днепропетровск) 0:2 (Венглинский 8, Максимюк 84)
    - 27.11.2003 «Днепр» (Днепропетровск) — «Динамо» (Загреб, Хорватия) 1:1 (Венглинский 64 — Седлоский 62)

  - 3-й раунд Кубка УЕФА
    - 26.02.2004 «Олимпик» (Марсель, Франция) — «Днепр» (Днепропетровск) 1:0 (Дрогба 54-пен.)
    - 03.03.2004 «Днепр» (Днепропетровск) — «Олимпик» (Марсель, Франция) 0:0

## Сезон 2004/2005
С этого сезона Кубок УЕФА изменил свой формат. После 2-x квалификационных раундов и одного раунда плей-офф команды разбивались на восемь групп по пять команд, и проводили однокруговой турнир — два матча дома и два на выезде. Команды, занявшие три первых места, выходили в 1/16 финала, где к ним добавлялись «неудачники» группового этапа Лиги Чемпионов.
- «Динамо» Киев (чемпион Украины сезона 2003-04 гг.)
  - 3-й квалификационный раунд Лиги чемпионов УЕФА
    - 10.08.2004 «Динамо» (Киев) — «Трабзонспор» (Трабзон, Турция) 1:2 (Верпаковскис 21 — Карадениз 34, Яттара 65)
    - 25.08.2004 «Трабзонспор» (Трабзон, Турция) — «Динамо» (Киев) 0:2 (Гавранчич 6, Диогу Ринкон 28)

  - Групповой этап Лиги чемпионов УЕФА. Группа «B»
    - 15.09.2004 «Рома» (Рим, Италия) — «Динамо» (Киев) 0:3 (техническое поражение)[18]
    - 28.09.2004 «Динамо» (Киев) — «Байер 04» (Леверкузен, Германия) 4:2 (Диогу Ринкон 30, 69, Чернат 74, 90+3 — Воронин 59, Новотны 68)
    - 19.10.2004 «Реал» (Мадрид, Испания) — «Динамо» (Киев) 1:0 (Оуэн 35)
    - 03.11.2004 «Динамо» (Киев) — «Реал» (Мадрид, Испания) 2:2 (Юссуф 13, Верпаковскис 23 — Рауль Гонсалес 38, Луиш Фигу 44-пен.)
    - 23.11.2004 «Динамо» (Киев) — «Рома» (Рим, Италия) 2:0 (Деллас 73-авт., Шацких 82)
    - 08.12.2004 «Байер 04» (Леверкузен, Германия) — «Динамо» (Киев) 3:0 (Жуан 51, Воронин 77, Бабич 86)

  - 1/16 финала Кубка УЕФА
    - 17.02.2005 «Динамо» (Киев) — «Вильярреаль» (Вильярреаль, Испания) 0:0
    - 24.02.2005 «Вильярреаль» (Вильярреаль, Испания) — «Динамо» (Киев) 2:0 (Фигероа 20, Касорла 32)

- «Шахтёр» Донецк (2-е место в чемпионате Украины сезона 2003-04 гг.)
  - 2-й квалификационный раунд Лиги чемпионов УЕФА
    - 27.07.2004 «Пюник» (Ереван, Армения) — «Шахтёр» (Донецк) 1:3 (Назарян 60 — Марика 31, 74, Агахова 86)
    - 04.08.2004 «Шахтёр» (Донецк) — «Пюник» (Ереван, Армения) 1:0 (Хюбшман 31)

  - 3-й квалификационный раунд Лиги чемпионов УЕФА
    - 11.08.2004 «Шахтёр» (Донецк) — «Брюгге» (Брюгге, Бельгия) 4:1 (Агахова 15, Марика 70, Воробей 77, Брандан 90+1 — Балабан 50)
    - 25.08.2004 «Брюгге» (Брюгге, Бельгия) — «Шахтёр» (Донецк) 2:2 (Чех 15, 34-пен. — Вукич 6, 53). На 69-й минуте Марика («Шахтёр») не реализовал пенальти.

  - Групповой этап Лиги чемпионов УЕФА. Группа «F»
    - 14.09.2004 «Шахтёр» (Донецк) — «Милан» (Милан, Италия) 0:1 (Седорф 84)
    - 29.09.2004 «Барселона» (Барселона, Испания) — «Шахтёр» (Донецк) 3:0 (Деку 15, Роналдинью Гаушу 64-пен., Это’о 90)
    - 20.10.2004 «Шахтёр» (Донецк) — «Селтик» (Глазго, Шотландия) 3:0 (Матузалем 57, 62, Брандан 78)
    - 02.11.2004 «Селтик» (Глазго, Шотландия) — «Шахтёр» (Донецк) 1:0 (Томпсон 25)
    - 24.11.2004 «Милан» (Милан, Италия) — «Шахтёр» (Донецк) 4:0 (Кака 52, 90+2, Креспо 53, 85)
    - 07.12.2004 «Шахтёр» (Донецк) — «Барселона» (Барселона, Испания) 2:0 (Агахова 14, 22). На 90+2-й минуте Иньеста («Барселона») не реализовал пенальти.

  - 1/16 финала Кубка УЕФА
    - 16.02.2005 «Шахтёр» (Донецк) — «Шальке 04» (Гельзенкирхен, Германия) 1:1 (Брандан 86 — Аилтон 7)
    - 24.02.2005 «Шальке 04» (Гельзенкирхен, Германия) — «Шахтёр» (Донецк) 0:1 (Агахова 22)

  - 1/8 финала Кубка УЕФА
    - 10.03.2005 «Шахтёр» (Донецк) — АЗ (Алкмар, Нидерланды) 1:3 (Матузалем 45+1 — Нелиссе 27, Матейсен 51, Перес 90+3-пен.). На 30-й минуте Срна («Шахтёр») не реализовал пенальти.
    - 16.03.2005 АЗ (Алкмар, Нидерланды) — «Шахтёр» (Донецк) 2:1 (ван Гален 9, Мердинк 65 — Элану 66)

- «Днепр» Днепропетровск (3-е место в чемпионате Украины сезона 2003-04 гг.)
  - 2-й квалификационный раунд Кубка УЕФА
    - 12.08.2004 «Артмедиа» (Братислава, Словакия) — «Днепр» (Днепропетровск) 0:3 (Семочко 62, Назаренко 78, Михайленко 89)
    - 26.08.2004 «Днепр» (Днепропетровск) — «Артмедиа» (Братислава, Словакия) 1:1 (Костышин 43 — Борбей 45+1). На 26-й минуте Назаренко («Днепр») не реализовал пенальти.

  - 1-й раунд Кубка УЕФА
    - 16.09.2004 «Маккаби» (Хайфа, Израиль) — «Днепр» (Днепропетровск) 1:0 (Колаутти 32)[19]
    - 30.09.2004 «Днепр» (Днепропетровск) — «Маккаби» (Хайфа, Израиль) 2:0 (Михайленко 34, Русол 77)

  - Групповой этап Кубка УЕФА. Группа «С»
    - 21.10.2004 «Днепр» (Днепропетровск) — «Брюгге» (Брюгге, Бельгия) 3:2 (Венглинский 16, 62, Рыкун 45+1 — Чех 38, Балабан 44)
    - 04.11.2004 «Утрехт» (Утрехт, Нидерланды) — «Днепр» (Днепропетровск) 1:2 (Дуглас 88 — Ротань 12, Семочко 83)
    - 25.11.2004 «Днепр» (Днепропетровск) — «Аустрия» (Вена, Австрия) 1:0 (Назаренко 20)
    - 01.12.2004 «Реал Сарагоса» (Сарагоса, Испания) — «Днепр» (Днепропетровск) 2:1 (Савиу 9, Хенерело 73 — Езерский 2)

  - 1/16 финала Кубка УЕФА
    - 16.02.2005 «Партизан» (Белград, Сербия и Черногория) — «Днепр» (Днепропетровск) 2:2 (Одита 12, 45 — Назаренко 28, Русол 57)
    - 24.02.2005 «Днепр» (Днепропетровск) — «Партизан» (Белград, Сербия и Черногория) 0:1 (Радович 87)

- «Металлург» Донецк (4-е место в чемпионате Украины сезона 2003-04 гг.)
  - 2-й квалификационный раунд Кубка УЕФА
    - 12.08.2004 «Металлург» (Донецк) — «Тирасполь» (Тирасполь, Молдавия) 3:0 (Туре 29, Столица 76, 90+3)
    - 26.08.2004 «Тирасполь» (Тирасполь, Молдавия) — «Металлург» (Донецк) 1:2 (Корнеенков 29 — Чечер 53, Мендоса 89)

  - 1-й раунд Кубка УЕФА
    - 16.09.2004 «Металлург» (Донецк) — «Лацио» (Рим, Италия) 0:3 (Рокки 74, Сезар 76, Пандев 85)
    - 30.09.2004 «Лацио» (Рим, Италия) — «Металлург» (Донецк) 3:0 (Ливерани 10, 25, Муцци 22)

- «Ильичёвец» Мариуполь (8-е место в чемпионате Украины сезона 2003-04 гг. и победитель рейтинга Fair Play УЕФА)
  - 1-й квалификационный раунд Кубка УЕФА
    - 15.07.2004 «Ильичёвец» (Мариуполь) — «Бананц» (Ереван, Армения) 2:0 (Закарлюка 53-пен., 84)
    - 29.07.2004 «Бананц» (Ереван, Армения) — «Ильичёвец» (Мариуполь) 0:2 (Есин 31, Платонов 77). На 59-й минуте Закарлюка («Ильичёвец») не реализовал пенальти.

  - 2-й квалификационный раунд Кубка УЕФА
    - 12.08.2004 «Ильичёвец» (Мариуполь) — «Аустрия» (Вена, Австрия) 0:0
    - 26.08.2004 «Аустрия» (Вена, Австрия) — «Ильичёвец» (Мариуполь) 3:0 (Сионко 31, Вастич 59-пен., 61)

## Сезон 2005/2006
- «Шахтёр» Донецк (чемпион Украины сезона 2004-05 гг.)
  - 3-й квалификационный раунд Лиги чемпионов УЕФА
    - 10.08.2005 «Шахтёр» (Донецк) — «Интернационале» (Милан, Италия) 0:2 (Мартинс 67, Адриану 78)
    - 24.08.2005 «Интернационале» (Милан, Италия) — «Шахтёр» (Донецк) 1:1 (Рекоба 12 — Элану 25)

  - 1-й раунд Кубка УЕФА
    - 15.09.2005 «Шахтёр» (Донецк) — «Дебрецен» (Дебрецен, Венгрия) 4:1 (Элану 1, Брандан 36, 45+2-пен., Воробей 72 — Сидибе 88)
    - 29.09.2005 «Дебрецен» (Дебрецен, Венгрия) — «Шахтёр» (Донецк) 0:2 (Брандан 18, Элану 24)

  - Групповой этап Кубка УЕФА. Группа «G»
    - 20.10.2005 «Шахтёр» (Донецк) — ПАОК (Салоники, Греция) 1:0 (Брандан 68-пен.)
    - 03.11.2005 «Штутгарт» (Штутгарт, Германия) — «Шахтёр» (Донецк) 0:2 (Фернандинью 31, Марика 88)
    - 24.11.2005 «Шахтёр» (Донецк) — «Рапид» (Бухарест, Румыния) 0:1 (Мэлдэрэшану 87)
    - 01.12.2005 «Ренн» (Рен, Франция) — «Шахтёр» (Донецк) 0:1 (Элану 38-пен.)

  - 1/16 финала Кубка УЕФА
    - 15.02.2006 «Лилль» (Вильнёв-д’Аск, Франция) — «Шахтёр» (Донецк) 3:2 (Фоверг 19, Дернис 57, Одемвингие 77 — Брандан 89, Марика 90+1)
    - 23.02.2006 «Шахтёр» (Донецк) — «Лилль» (Вильнёв-д’Аск, Франция) 0:0

- «Динамо» Киев (2-е место в чемпионате Украины сезона 2004-05 гг.)
  - 2-й квалификационный раунд Лиги чемпионов УЕФА
    - 26.07.2005 «Динамо» (Киев) — «Тун» (Тун, Швейцария) 2:2 (Гусев 20, Шацких 45 — Лустринелли 40, Эгертер 66)
    - 03.08.2005 «Тун» (Тун, Швейцария) — «Динамо» (Киев) 1:0 (Тиагу Бернарди 90+2)[20]

- «Металлург» Донецк (3-е место в чемпионате Украины сезона 2004-05 гг.)
  - 2-й квалификационный раунд Кубка УЕФА
    - 11.08.2005 «Шопрон» (Шопрон, Венгрия) — «Металлург» (Донецк) 0:3 (Шищенко 52, Алексеенко 87, 90)
    - 25.08.2005 «Металлург» (Донецк) — «Шопрон» (Шопрон, Венгрия) 2:1 (Зотов 56, Алексеенко 90-пен. — Флоря 88-авт.)

  - 1-й раунд Кубка УЕФА
    - 15.09.2005 ПАОК (Салоники, Греция) — «Металлург» (Донецк) 1:1 (Сальпингидис 25 — Шищенко 66)
    - 29.09.2005 «Металлург» (Донецк) — ПАОК (Салоники, Греция) 2:2 (Косырин 39, Шищенко 57 — Сальпингидис 42, Константинидис 45+1)

- «Днепр» Днепропетровск (4-е место в чемпионате Украины сезона 2004-05 гг.)
  - 2-й квалификационный раунд Кубка УЕФА
    - 11.08.2005 «Бананц» (Ереван, Армения) — «Днепр» (Днепропетровск) 2:4 (Акопян 24, 43 — Езерский 49, Корниленко 82, 83, Балабанов 85)
    - 25.08.2005 «Днепр» (Днепропетровск) — «Бананц» (Ереван, Армения) 4:0 (Шелаев 10-пен., 45, Рыкун 32, Балабанов 70)

  - 1-й раунд Кубка УЕФА
    - 15.09.2005 «Хиберниан» (Эдинбург, Шотландия) — «Днепр» (Днепропетровск) 0:0
    - 29.09.2005 «Днепр» (Днепропетровск) — «Хиберниан» (Эдинбург, Шотландия) 5:1 (Назаренко 1, Шершун 26, Шелаев 39-пен., Мелащенко 86, 90+4 — Риордан 25)

  - Групповой этап Кубка УЕФА. Группа «D»
    - 20.10.2005 «Днепр» (Днепропетровск) — АЗ (Алкмар, Нидерланды) 1:2 (Матюхин 70 — Арвеладзе 14, Сектиуи 52)
    - 03.11.2005 «Мидлсбро» (Мидлсбро, Англия) — «Днепр» (Днепропетровск) 3:0 (Айегбени 36, Видука 50, 56)
    - 24.11.2005 «Днепр» (Днепропетровск) — «Литекс» (Ловеч, Болгария) 0:2 (Новакович 72, Назаренко 90+2-авт.)
    - 30.11.2005 «Грассхоппер» (Цюрих, Швейцария) — «Днепр» (Днепропетровск) 2:3 (Туре 85, Ренггли 90 — Назаренко 39, Кравченко 61, Михайленко 84)

## Сезон 2006/2007
- «Шахтёр» Донецк (чемпион Украины сезона 2005-06 гг.)
  - 3-й квалификационный раунд Лиги чемпионов УЕФА
    - 09.08.2006 «Шахтёр» (Донецк) — «Легия» (Варшава, Польша) 1:0 (Элану 38-пен.)
    - 23.08.2006 «Легия» (Варшава, Польша) — «Шахтёр» (Донецк) 2:3 (Влодарчик 19, 88 — Марика 25, 45+5, Фернандинью 29)

  - Групповой этап Лиги чемпионов УЕФА. Группа «D»
    - 12.09.2006 «Рома» (Рим, Италия) — «Шахтёр» (Донецк) 4:0 (Таддей 67, Тотти 76, Де Росси 79, Писарро 89)
    - 27.09.2006 «Шахтёр» (Донецк) — «Олимпиакос» (Пирей, Греция) 2:2 (Матузалем 34, Марика 70 — Константину 24, Кастильо 68)
    - 18.10.2006 «Валенсия» (Валенсия, Испания) — «Шахтёр» (Донецк) 2:0 (Вилья 31, 45)
    - 31.10.2006 «Шахтёр» (Донецк) — «Валенсия» (Валенсия, Испания) 2:2 (Жадсон 3, Фернандинью 28 — Морьентес 18, Айяла 67)
    - 22.11.2006 «Шахтёр» (Донецк) — «Рома» (Рим, Италия) 1:0 (Марика 61)
    - 05.12.2006 «Олимпиакос» (Пирей, Греция) — «Шахтёр» (Донецк) 1:1 (Кастильо 54 — Матузалем 27)

  - 1/16 финала Кубка УЕФА
    - 14.02.2007 «Шахтёр» (Донецк) — «Нанси» (Томблен, Франция) 1:1 (Срна 84 — Фортюне 81)
    - 22.02.2007 «Нанси» (Томблен, Франция) — «Шахтёр» (Донецк) 0:1 (Фернандинью 71)

  - 1/8 финала Кубка УЕФА
    - 08.03.2007 «Севилья» (Севилья, Испания) — «Шахтёр» (Донецк) 2:2 (Марти 8-пен., Мареска 88-пен. — Хюбшман 19, Матузалем 60-пен.)
    - 15.03.2007 «Шахтёр» (Донецк) — «Севилья» (Севилья, Испания) 2:3 д.в. (Матузалем 49, Элану 83 — Мареска 53, Палоп 90+4, Чевантон 105+1)

- «Динамо» Киев (2-е место в чемпионате Украины сезона 2005-06 гг.)
  - 2-й квалификационный раунд Лиги чемпионов УЕФА
    - 26.07.2006 «Металургс» (Лиепая, Латвия) — «Динамо» (Киев) 1:4 (Калонас 87 — Диогу Ринкон 20, Шацких 29, Верпаковскис 32, Гавранчич 82). На 43-й минуте Карлсонс («Металургс») не реализовал пенальти.
    - 02.08.2006 «Динамо» (Киев) — «Металургс» (Лиепая, Латвия) 4:0 (Ротань 37, 90+2, Корреа 66, Ребров 85)

  - 3-й квалификационный раунд Лиги чемпионов УЕФА
    - 09.08.2006 «Динамо» (Киев) — «Фенербахче» (Стамбул, Турция) 3:1 (Диогу Ринкон 1, 67, Юссуф 83 — Марку Аурелиу 48)
    - 23.08.2006 «Фенербахче» (Стамбул, Турция) — «Динамо» (Киев) 2:2 (Аппиа 36, Зенгин 57 — Шацких 5, 42)

  - Групповой этап Лиги чемпионов УЕФА. Группа «E»
    - 13.09.2006 «Динамо» (Киев) — «Стяуа» (Бухарест, Румыния) 1:4 (Ребров 16 — Гьоня 3, Бадя 24, Дикэ 43, 79)
    - 26.09.2006 «Реал» (Мадрид, Испания) — «Динамо» (Киев) 5:1 (ван Нистелрой 20, 70-пен., Рауль Гонсалес 27, 61, Реес 45+1 — Милевский 47)
    - 17.10.2006 «Динамо» (Киев) — «Олимпик» (Лион, Франция) 0:3 (Жуниньо Пернамбукано 31, Челльстрём 38, Малуда 50)
    - 01.11.2006 «Олимпик» (Лион, Франция) — «Динамо» (Киев) 1:0 (Бензема 14)
    - 21.11.2006 «Стяуа» (Бухарест, Румыния) — «Динамо» (Киев) 1:1 (Дикэ 69 — Чернат 29)
    - 06.12.2006 «Динамо» (Киев) — «Реал» (Мадрид, Испания) 2:2 (Шацких 13, 27 — Роналду 86, 88-пен.)

- «Черноморец» Одесса (3-е место в чемпионате Украины сезона 2005-06 гг.)
  - 2-й квалификационный раунд Кубка УЕФА
    - 10.08.2006 «Черноморец» (Одесса) — «Висла» (Плоцк, Польша) 0:0
    - 24.08.2006 «Висла» (Плоцк, Польша) — «Черноморец» (Одесса) 1:1 (Геворгян 62 — Шищенко 31)

  - 1-й раунд Кубка УЕФА
    - 14.09.2006 «Черноморец» (Одесса) — «Хапоэль» (Тель-Авив-Яффа, Израиль) 0:1 (Де Бруно 74)
    - 28.09.2006 «Хапоэль» (Тель-Авив-Яффа, Израиль) — «Черноморец» (Одесса) 3:1 (Туама 24, Барда 74, Де Бруно 88 — Нижегородов 82)

- «Металлург» Запорожье (финалист Кубка Украины сезона 2005-06 гг.)
  - 2-й квалификационный раунд Кубка УЕФА
    - 10.08.2006 «Зимбру» (Кишинёв, Молдавия) — «Металлург» (Запорожье) 0:0
    - 24.08.2006 «Металлург» (Запорожье) — «Зимбру» (Кишинёв, Молдавия) 3:0 (Тасевский 16, 54, Квирквелия 70)

  - 1-й раунд Кубка УЕФА
    - 14.09.2006 «Панатинаикос» (Амарусион, Греция) — «Металлург» (Запорожье) 1:1 (Сальпингидис 10 — Годин 47)[21]
    - 28.09.2006 «Металлург» (Запорожье) — «Панатинаикос» (Амарусион, Греция) 0:1 (Пападопулос 13)

- «Днепр» Днепропетровск (6-е место в чемпионате Украины сезона 2005-06 гг.)
  - 2-й раунд Кубка Интертото УЕФА
    - 02.07.2006 «Нитра» (Нитра, Словакия) — «Днепр» (Днепропетровск) 2:1 (Рак 16, Грнчар 32 — Корниленко 8)
    - 08.07.2006 «Днепр» (Днепропетровск) — «Нитра» (Нитра, Словакия) 2:0 (Корниленко 31, Бидненко 57)

  - 3-й раунд Кубка Интертото УЕФА
    - 15.07.2006 «Олимпик» (Марсель, Франция) — «Днепр» (Днепропетровск) 0:0[22]
    - 22.07.2006 «Днепр» (Днепропетровск) — «Олимпик» (Марсель, Франция) 2:2 (Назаренко 78, Русол 86 — Ньянг 71, Орума 75)

## Сезон 2007/2008
- «Динамо» Киев (чемпион Украины сезона 2006-07 гг.)
  - 3-й квалификационный раунд Лиги чемпионов УЕФА
    - 15.08.2007 «Сараево» (Сараево, Босния и Герцеговина) — «Динамо» (Киев) 0:1 (Шацких 12)
    - 29.08.2007 «Динамо» (Киев) — «Сараево» (Сараево, Босния и Герцеговина) 3:0 (Бангура 3, Милошевич 76-авт., Ребров 90+2-пен.)

  - Групповой этап Лиги чемпионов УЕФА. Группа «F»
    - 19.09.2007 «Рома» (Рим, Италия) — «Динамо» (Киев) 2:0 (Перротта 9, Тотти 70)
    - 02.10.2007 «Динамо» (Киев) — «Спортинг» (Лиссабон, Португалия) 1:2 (Ващук 29 — Тонел 15, Андерсон Полга 38)
    - 23.10.2007 «Динамо» (Киев) — «Манчестер Юнайтед» (Стретфорд, Англия) 2:4 (Диогу Ринкон 34, Бангура 78 — Фердинанд 10, Руни 18, Криштиану Роналду 41, 68-пен.)
    - 07.11.2007 «Манчестер Юнайтед» (Стретфорд, Англия) — «Динамо» (Киев) 4:0 (Пике 31, Тевес 37, Руни 76, Криштиану Роналду 88)
    - 27.11.2007 «Динамо» (Киев) — «Рома» (Рим, Италия) 1:4 (Бангура 63 — Пануччи 4, Жюли 32, Вучинич 36, 78)
    - 12.12.2007 «Спортинг» (Лиссабон, Португалия) — «Динамо» (Киев) 3:0 (Андерсон Полга 35-пен., Жуан Мотинью 67, Лиедсон 88)

- «Шахтёр» Донецк (2-е место в чемпионате Украины сезона 2006-07 гг.)
  - 2-й квалификационный раунд Лиги чемпионов УЕФА
    - 31.07.2007 «Пюник» (Ереван, Армения) — «Шахтёр» (Донецк) 0:2 (Гладкий 45, Брандан 47)
    - 08.08.2007 «Шахтёр» (Донецк) — «Пюник» (Ереван, Армения) 2:1 (Брандан 40, Гладкий 49 — Газарян 32)

  - 3-й квалификационный раунд Лиги чемпионов УЕФА
    - 15.08.2007 «Ред Булл Зальцбург» (Вальс-Зиценхайм, Австрия) — «Шахтёр» (Донецк) 1:0 (Циклер 10-пен.)
    - 29.08.2007 «Шахтёр» (Донецк) — «Ред Булл Зальцбург» (Вальс-Зиценхайм, Австрия) 3:1 (Лукарелли 9, Кастильо 78-пен., Брандан 87 — Майер 6)

  - Групповой этап Лиги чемпионов УЕФА. Группа «D»
    - 18.09.2007 «Шахтёр» (Донецк) — «Селтик» (Глазго, Шотландия) 2:0 (Брандан 6, Лукарелли 8)
    - 03.10.2007 «Бенфика» (Лиссабон, Португалия) — «Шахтёр» (Донецк) 0:1 (Жадсон 42)
    - 24.10.2007 «Милан» (Милан, Италия) — «Шахтёр» (Донецк) 4:1 (Джилардино 6, 14, Седорф 62, 69 — Лукарелли 51)
    - 06.11.2007 «Шахтёр» (Донецк) — «Милан» (Милан, Италия) 0:3 (Индзаги 66, 90+3, Кака 72)
    - 28.11.2007 «Селтик» (Глазго, Шотландия) — «Шахтёр» (Донецк) 2:1 (Ярошик 45, Донати 90+2 — Брандан 4)
    - 04.12.2007 «Шахтёр» (Донецк) — «Бенфика» (Лиссабон, Португалия) 1:2 (Лукарелли 30-пен. — Кардосо 6, 22)

- «Металлист» Харьков (3-е место в чемпионате Украины сезона 2006-07 гг.)
  - 1-й раунд Кубка УЕФА
    - 20.09.2007 «Эвертон» (Ливерпуль, Англия) — «Металлист» (Харьков) 1:1 (Лескотт 24 — Эдмар 78). На 71-й и 90-й минутах Джонсон («Эвертон») не реализовал пенальти.
    - 04.10.2007 «Металлист» (Харьков) — «Эвертон» (Ливерпуль, Англия) 2:3 (Эдмар 21, Махдуфи 52 — Лескотт 48, Макфадден 72, Аничебе 88)

- «Днепр» Днепропетровск (4-е место в чемпионате Украины сезона 2006-07 гг.)
  - 2-й квалификационный раунд Кубка УЕФА
    - 16.08.2007 «Днепр» (Днепропетровск) — «Белхатув» (Белхатув, Польша) 1:1 (Назаренко 79 — Уек 18)
    - 30.08.2007 «Белхатув» (Белхатув, Польша) — «Днепр» (Днепропетровск) 2:4 (Столярчик 10-пен., Новак 21 — Шелаев 7, 32, Самодин 33, Корниленко 40)

  - 1-й раунд Кубка УЕФА
    - 20.09.2007 «Абердин» (Абердин, Шотландия) — «Днепр» (Днепропетровск) 0:0
    - 04.10.2007 «Днепр» (Днепропетровск) — «Абердин» (Абердин, Шотландия) 1:1 (Воробей 76 — Маки 27)

- «Черноморец» Одесса (6-е место в чемпионате Украины сезона 2006-07 гг.)
  - 2-й раунд Кубка Интертото УЕФА
    - 07.07.2007 «Черноморец» (Одесса) — «Шахтёр» (Солигорск, Белоруссия) 4:2 (Бугаёв 13, 68, 89, Венглинский 18 — Риос 14, Мартинович 80)
    - 15.07.2007 «Шахтёр» (Солигорск, Белоруссия) — «Черноморец» (Одесса) 0:2 (Полтавец 27-пен., Гришко 64)

  - 3-й раунд Кубка Интертото УЕФА
    - 21.07.2007 «Черноморец» (Одесса) — «Ланс» (Ланс, Франция) 0:0
    - 28.07.2007 «Ланс» (Ланс, Франция) — «Черноморец» (Одесса) 3:1 (Кулибали 19, Акале 40, 73 — Венглинский 10)

## Сезон 2008/2009
- «Шахтёр» Донецк (чемпион Украины сезона 2007-08 гг.)
  - 3-й квалификационный раунд Лиги чемпионов УЕФА
    - 13.08.2008 «Шахтёр» (Донецк) — «Динамо» (Загреб, Хорватия) 2:0 (Срна 3, Жадсон 31)
    - 27.08.2008 «Динамо» (Загреб, Хорватия) — «Шахтёр» (Донецк) 1:3 (Балабан 57 — Луис Адриану 42, Брандан 59, Виллиан 70)

  - Групповой этап Лиги чемпионов УЕФА. Группа «C»
    - 16.09.2008 «Базель» (Базель, Швейцария) — «Шахтёр» (Донецк) 1:2 (Абраам 90+3 — Фернандинью 25, Жадсон 45+1)
    - 01.10.2008 «Шахтёр» (Донецк) — «Барселона» (Барселона, Испания) 1:2 (Илсинью 45 — Месси 87, 90+4)
    - 22.10.2008 «Шахтёр» (Донецк) — «Спортинг» (Лиссабон, Португалия) 0:1 (Лиедсон 76)
    - 04.11.2008 «Спортинг» (Лиссабон, Португалия) — «Шахтёр» (Донецк) 1:0 (Дерлей 73)
    - 26.11.2008 «Шахтёр» (Донецк) — «Базель» (Базель, Швейцария) 5:0 (Жадсон 32, 65, 72, Виллиан 50, Селезнёв 75)
    - 09.12.2008 «Барселона» (Барселона, Испания) — «Шахтёр» (Донецк) 2:3 (Силвинью 59, Бускетс 83 — Гладкий 31, 58, Фернандинью 76)

  - 1/16 финала Кубка УЕФА
    - 19.02.2009 «Шахтёр» (Донецк) — «Тоттенхэм Хотспур» (Лондон, Англия) 2:0 (Селезнёв 79, Жадсон 88)
    - 26.02.2009 «Тоттенхэм Хотспур» (Лондон, Англия) — «Шахтёр» (Донецк) 1:1 (Джовани дос Сантос 55 — Фернандинью 86)

  - 1/8 финала Кубка УЕФА
    - 12.03.2009 ЦСКА (Москва, Россия) — «Шахтёр» (Донецк) 1:0 (Вагнер Лав 50-пен.)
    - 19.03.2009 «Шахтёр» (Донецк) — ЦСКА (Москва, Россия) 2:0 (Фернандинью 54-пен., Луис Адриану 70)

  - Четвертьфинал Кубка УЕФА
    - 09.04.2009 «Шахтёр» (Донецк) — «Олимпик» (Марсель, Франция) 2:0 (Хюбшман 39, Жадсон 65)
    - 16.04.2009 «Олимпик» (Марсель, Франция) — «Шахтёр» (Донецк) 1:2 (Бен Арфа 43 — Фернандинью 30, Луис Адриану 90+3)

  - Полуфинал Кубка УЕФА
    - 30.04.2009 «Динамо» (Киев) — «Шахтёр» (Донецк) 1:1 (Чигринский 22-авт. — Фернандинью 68)
    - 07.05.2009 «Шахтёр» (Донецк) — «Динамо» (Киев) 2:1 (Жадсон 17, Илсинью 89 — Бангура 47)

  - Финал Кубка УЕФА, Стамбул / Турция
    - 20.05.2009 «Шахтёр» (Донецк) — «Вердер» (Бремен, Германия) 2:1 д.в. (Луис Адриану 25, Жадсон 97 — Налду 35)

- «Динамо» Киев (2-е место в чемпионате Украины сезона 2007-08 гг.)
  - 2-й квалификационный раунд Лиги чемпионов УЕФА
    - 29.07.2008 «Дроэда Юнайтед» (Дроэда, Ирландия) — «Динамо» (Киев) 1:2 (Хьюз 47 — Михалик 23, Алиев 86)[23]
    - 06.08.2008 «Динамо» (Киев) — «Дроэда Юнайтед» (Дроэда, Ирландия) 2:2 (Алиев 13, Милевский 72-пен. — Робинсон 42-пен., Гартленд 88)

  - 3-й квалификационный раунд Лиги чемпионов УЕФА
    - 13.08.2008 «Спартак» (Москва, Россия) — «Динамо» (Киев) 1:4 (Баженов 4 — Бангура 28, 46, Милевский 45, 85)
    - 27.08.2008 «Динамо» (Киев) — «Спартак» (Москва, Россия) 4:1 (Алиев 4, Бангура 24, Милевский 49, 78 — Дзюба 47)

  - Групповой этап Лиги чемпионов УЕФА. Группа «G»
    - 17.09.2008 «Динамо» (Киев) — «Арсенал» (Лондон, Англия) 1:1 (Бангура 64-пен. — Галлас 88)
    - 30.09.2008 «Фенербахче» (Стамбул, Турция) — «Динамо» (Киев) 0:0
    - 21.10.2008 «Порту» (Порту, Португалия) — «Динамо» (Киев) 0:1 (Алиев 27)
    - 05.11.2008 «Динамо» (Киев) — «Порту» (Порту, Португалия) 1:2 (Милевский 21 — Роланду 69, Лучо Гонсалес 90+3)
    - 25.11.2008 «Арсенал» (Лондон, Англия) — «Динамо» (Киев) 1:0 (Беннтнер 87)
    - 10.12.2008 «Динамо» (Киев) — «Фенербахче» (Стамбул, Турция) 1:0 (Ерёменко 20)

  - 1/16 финала Кубка УЕФА
    - 18.02.2009 «Динамо» (Киев) — «Валенсия» (Валенсия, Испания) 1:1 (Милевский 63 — Сильва 8)
    - 26.02.2009 «Валенсия» (Валенсия, Испания) — «Динамо» (Киев) 2:2 (Марчена 45, дель Орно 54 — Кравец 34, 73)

  - 1/8 финала Кубка УЕФА
    - 12.03.2009 «Динамо» (Киев) — «Металлист» (Харьков) 1:0 (Вукоевич 54)
    - 19.03.2009 «Металлист» (Харьков) — «Динамо» (Киев) 3:2 (Слюсар 29, 70, Жажа Куэлью 56 — Саблич 68, Березовчук 79-авт.)

  - Четвертьфинал Кубка УЕФА
    - 09.04.2009 «Пари Сен-Жермен» (Париж, Франция) — «Динамо» (Киев) 0:0
    - 16.04.2009 «Динамо» (Киев) — «Пари Сен-Жермен» (Париж, Франция) 3:0 (Бангура 4, Ландро 16-авт., Вукоевич 61)

  - Полуфинал Кубка УЕФА
    - 30.04.2009 «Динамо» (Киев) — «Шахтёр» (Донецк) 1:1 (Чигринский 22-авт. — Фернандинью 68)
    - 07.05.2009 «Шахтёр» (Донецк) — «Динамо» (Киев) 2:1 (Жадсон 17, Илсинью 89 — Бангура 47)

- «Металлист» Харьков (3-е место в чемпионате Украины сезона 2007-08 гг.)
  - 1-й раунд Кубка УЕФА
    - 18.09.2008 «Бешикташ» (Стамбул, Турция) — «Металлист» (Харьков) 1:0 (Голошко 51)
    - 02.10.2008 «Металлист» (Харьков) — «Бешикташ» (Стамбул, Турция) 4:1 (Жажа Куэлью 16, 70, Девич 26, Ганцарчик 75 — Мерт Нобре 90)

  - Групповой этап Кубка УЕФА. Группа «B»
    - 06.11.2008 «Металлист» (Харьков) — «Герта» (Берлин, Германия) 0:0
    - 27.11.2008 «Галатасарай» (Стамбул, Турция) — «Металлист» (Харьков) 0:1 (Эдмар 81)
    - 03.12.2008 «Металлист» (Харьков) — «Олимпиакос» (Пирей, Греция) 1:0 (Эдмар 88)
    - 18.12.2008 «Бенфика» (Лиссабон, Португалия) — «Металлист» (Харьков) 0:1 (Рыкун 84)

  - 1/16 финала Кубка УЕФА
    - 18.02.2009 «Сампдория» (Генуя, Италия) — «Металлист» (Харьков) 0:1 (Олейник 45+3)
    - 26.02.2009 «Металлист» (Харьков) — «Сампдория» (Генуя, Италия) 2:0 (Валяев 30, Жажа Куэлью 40)

  - 1/8 финала Кубка УЕФА
    - 12.03.2009 «Динамо» (Киев) — «Металлист» (Харьков) 1:0 (Вукоевич 54)
    - 19.03.2009 «Металлист» (Харьков) — «Динамо» (Киев) 3:2 (Слюсар 29, 70, Жажа Куэлью 56 — Саблич 68, Березовчук 79-авт.)

- «Днепр» Днепропетровск (4-е место в чемпионате Украины сезона 2007-08 гг.)
  - 2-й квалификационный раунд Кубка УЕФА
    - 14.08.2008 «Днепр» (Днепропетровск) — «Беллинцона» (Беллинцона, Швейцария) 3:2 (Калиниченко 11, Назаренко 48, Корниленко 79 — Калу 63, Серметер 75-пен.)
    - 28.08.2008 «Беллинцона» (Беллинцона, Швейцария) — «Днепр» (Днепропетровск) 2:1 (Гаши 1, Ла Рокка 76 — Самодин 8)[24]

- «Таврия» Симферополь (5-е место в чемпионате Украины сезона 2007-08 гг.)
  - 2-й раунд Кубка Интертото УЕФА
    - 05.07.2008 «Тирасполь» (Тирасполь, Молдавия) — «Таврия» (Симферополь) 0:0
    - 13.07.2008 «Таврия» (Симферополь) — «Тирасполь» (Тирасполь, Молдавия) 3:1 (Любенович 10, Гоменюк 45+1, Гигиадзе 51 — Булат 90+2)

  - 3-й раунд Кубка Интертото УЕФА
    - 19.07.2008 «Ренн» (Рен, Франция) — «Таврия» (Симферополь) 1:0 (Фанни 90+2)
    - 26.07.2008 «Таврия» (Симферополь) — «Ренн» (Рен, Франция) 1:0 (Гигиадзе 71). Серия пенальти — 9:10[25]

## Сезон 2009/2010
- «Динамо» Киев (чемпион Украины сезона 2008-09 гг.)
  - Групповой этап Лиги чемпионов УЕФА. Группа «F»
    - 16.09.2009 «Динамо» (Киев) — «Рубин» (Казань, Россия) 3:1 (Юссуф 71, Жерсон Магран 79, Гусев 85 — Домингес 25)
    - 29.09.2009 «Барселона» (Барселона, Испания) — «Динамо» (Киев) 2:0 (Месси 26, Педро Родригес 76)
    - 20.10.2009 «Интернационале» (Милан, Италия) — «Динамо» (Киев) 2:2 (Станкович 35, Самуэль 47 — Михалик 5, Лусиу 40-авт.)
    - 04.11.2009 «Динамо» (Киев) — «Интернационале» (Милан, Италия) 1:2 (Шевченко 21 — Милито 86, Снейдер 89)
    - 24.11.2009 «Рубин» (Казань, Россия) — «Динамо» (Киев) 0:0
    - 09.12.2009 «Динамо» (Киев) — «Барселона» (Барселона, Испания) 1:2 (Милевский 2 — Шави Эрнандес 33, Месси 86)

- «Шахтёр» Донецк (2-е место в чемпионате Украины сезона 2008-09 гг.)
  - Суперкубок УЕФА (2009)
    - 28.08.2009 «Шахтёр» (Донецк) - «Барселона» (Барселона, Испания) 1:0 д.в. (Педро Родригес 115)

  - 3-й квалификационный раунд Лиги чемпионов УЕФА. Нечемпионский путь
    - 29.07.2009 «Шахтёр» (Донецк) — «Тимишоара» (Тимишоара, Румыния) 2:2 (Гладкий 61, Фернандинью 86 — Букур 20, 80)
    - 05.08.2009 «Тимишоара» (Тимишоара, Румыния) — «Шахтёр» (Донецк) 0:0

  - Плей-офф раунд Лиги Европы УЕФА
    - 20.08.2009 «Сивасспор» (Сивас, Турция) — «Шахтёр» (Донецк) 0:3 (Гай 6, Илсинью 76, Кобин 87)
    - 25.08.2009 «Шахтёр» (Донецк) — «Сивасспор» (Сивас, Турция) 2:0 (Жадсон 21-пен., Луис Адриану 59-пен.)

  - Групповой этап Лиги Европы УЕФА. Группа «J»
    - 17.09.2009 «Брюгге» (Брюгге, Бельгия) — «Шахтёр» (Донецк) 1:4 (Герартс 62 — Гай 12, Виллиан 19, Срна 35, Кравченко 75). На 55-й минуте Оджиджа-Офоэ («Брюгге») не реализовал пенальти.
    - 01.10.2009 «Шахтёр» (Донецк) — «Партизан» (Белград, Сербия) 4:1 (Ломич 24-авт., Луис Адриану 38, Жадсон 54, Ракицкий 67 — Ляич 86)
    - 22.10.2009 «Шахтёр» (Донецк) — «Тулуза» (Тулуза, Франция) 4:0 (Фернандинью 8-пен., Луис Адриану 24, 56, Хюбшман 39)
    - 05.11.2009 «Тулуза» (Тулуза, Франция) — «Шахтёр» (Донецк) 0:2 (Луис Адриану 50, Гай 63)
    - 03.12.2009 «Шахтёр» (Донецк) — «Брюгге» (Брюгге, Бельгия) 0:0
    - 16.12.2009 «Партизан» (Белград, Сербия) — «Шахтёр» (Донецк) 1:0 (Диарра 6)

  - 1/16 финала Лиги Европы УЕФА
    - 18.02.2010 «Фулхэм» (Лондон, Англия) — «Шахтёр» (Донецк) 2:1 (Гера 3, Замора 63 — Луис Адриану 32)
    - 25.02.2010 «Шахтёр» (Донецк) — «Фулхэм» (Лондон, Англия) 1:1 (Жадсон 69 — Хангеланн 33)

- «Ворскла» Полтава (обладатель Кубка Украины сезона 2008-09 гг.)
  - Плей-офф раунд Лиги Европы УЕФА
    - 20.08.2009 «Бенфика» (Лиссабон, Португалия) — «Ворскла» (Полтава) 4:0 (Ди Мария 33, Кардосо 54-пен., Савьола 57, Велдон 77)
    - 27.08.2009 «Ворскла» (Полтава) — «Бенфика» (Лиссабон, Португалия) 2:1 (Сачко 48, Есин 74 — Савьола 59)

- «Металлист» Харьков (3-е место в чемпионате Украины сезона 2008-09 гг.)
  - 3-й квалификационный раунд Лиги Европы УЕФА
    - 30.07.2009 «Риека» (Риека, Хорватия) — «Металлист» (Харьков) 1:2 (Шарбини 59 — Ерёменко 43, Лысенко 85)
    - 06.08.2009 «Металлист» (Харьков) — «Риека» (Риека, Хорватия) 2:0 (Гейе 12, Олейник 61)

  - Плей-офф раунд Лиги Европы УЕФА
    - 20.08.2009 «Штурм» (Грац, Австрия) — «Металлист» (Харьков) 1:1 (Байхлер 31 — Олейник 76)
    - 27.08.2009 «Металлист» (Харьков) — «Штурм» (Грац, Австрия) 0:1 (Байхлер 32)

- «Металлург» Донецк (4-е место в чемпионате Украины сезона 2008-09 гг.)
  - 2-й квалификационный раунд Лиги Европы УЕФА
    - 16.07.2009 «Металлург» (Донецк) — МТЗ-РИПО (Минск, Белоруссия) 3:0 (Мгуни 34, Мхитарян 42, Годин 66)
    - 23.07.2009 МТЗ-РИПО (Минск, Белоруссия) — «Металлург» (Донецк) 1:2 (Николас Сеолин 15 — Мгуни 35, Мхитарян 85)

  - 3-й квалификационный раунд Лиги Европы УЕФА
    - 30.07.2009 «Металлург» (Донецк) — «Интерблок» (Любляна, Словения) 2:0 (Годин 20, Мариу Сержиу 50-пен.)
    - 06.08.2009 «Интерблок» (Любляна, Словения) — «Металлург» (Донецк) 0:3 (Мхитарян 67, Мгуни 73, Димитров 85-пен.)[26]

  - Плей-офф раунд Лиги Европы УЕФА
    - 20.08.2009 «Металлург» (Донецк) — «Аустрия» (Вена, Австрия) 2:2 (Кингсли 17, Димитров 90+2 — Ачимович 8, Диабанг 48)
    - 27.08.2009 «Аустрия» (Вена, Австрия) — «Металлург» (Донецк) 3:2 д.в. (Окотие 36, Ачимович 70-пен., Сулимани 115 — Тэнасэ 20, Мхитарян 54)